# Núpsárfoss
Núpsárfoss är ett vattenfall i republiken Island.   Det ligger i regionen Suðurland, i den södra delen av landet, 210 km öster om huvudstaden Reykjavík. 
Terrängen runt Núpsárfoss är huvudsakligen kuperad. Núpsárfoss ligger nere i en dal.  Trakten runt Núpsárfoss är nära nog obefolkad, med mindre än två invånare per kvadratkilometer. Det finns inga samhällen i närheten. Trakten runt Núpsárfoss består i huvudsak av gräsmarker.
Trakten ingår i den boreala klimatzonen. Årsmedeltemperaturen i trakten är −1 °C. Den varmaste månaden är juli, då medeltemperaturen är 10 °C, och den kallaste är februari, med −8 °C.